# Bundesstudentenring
Der Deutsche Bundesstudentenring (DBStR) war eine 1952 gegründete lockere Arbeitsgemeinschaft von Studentenverbänden der damaligen Bundesrepublik zur Vertretung gemeinsamer, hochschulartübergreifender Interessen, vor allem auf sozialem Gebiet. Gründungsmitglieder waren folgende Verbände:
- Verband Deutscher Studentenschaften (VDS), der als mitglieder- und finanzstärkster Verband zugleich die Geschäftsführung innehatte,
- Studentenverband Deutscher Ingenieurschulen e.V. (SVI)
- Bundesvertretung der Studenten an Pädagogischen Hochschulen (BSPH) sowie
- Deutscher Kunststudentenverband (DKV, später Werkkunststudentenverband, WKSV als Vertretung der Kunstgewerbeschulen).

Später traten noch der 
- Arbeitskreis der Studenten an berufspädagogischen Hochschulen (ASBH, seit 1953),
- Studentenverband Deutscher Sozialschulen (SVS, seit 1963), und der
- Verband der Studenten an Höheren Wirtschaftsfachschulen (VSW)

hinzu.
Der Bundesstudentenring unterhielt eine gemeinsame Auslandsstelle zur Vermittlung studentischer Auslandsreisen (später: Deutscher Studenten Reisedienst, DSR) sowie ein Sozialamt zur Integration von Flüchtlingsstudenten aus der DDR und aus Osteuropa, aus der die heutige Otto-Benecke-Stiftung (OBS) hervorging. Geschäftsführer des Sozialamtes bzw. der OBS war bis 1969 Theo Tupetz, der außerdem maßgeblich an der Ausarbeitung und Durchsetzung der Studienförderung nach dem Honnefer Modell (ab 1957, für die wissenschaftlichen Hochschulen) bzw. Rhöndorfer Modell (ab 1958, für die Fachschulen) beteiligt war. 
Im Zuge der in den 1960er Jahren erfolgten Integration der meisten Pädagogischen Hochschulen in die Universitäten sowie der Aufwertung der Fachschulen zu Fachhochschulen gingen die Mitgliedsverbände nach und nach im VDS auf. Der Bundesstudentenring verlor daher seine einstige Bedeutung und stellte seine Arbeit Mitte der 1970er Jahre ein.